# Гейнор, Глория
Гло́рия Ге́йнор (англ. Gloria Gaynor; род. 7 сентября 1943, Ньюарк, Нью-Джерси, США) — американская певица в стиле диско, известная своими хитами I Will Survive и Never Can Say Goodbye.

## Биография
Глория Гейнор родилась в Ньюарке, штат Нью-Джерси. В 1960-е годы она стала выступать с группой Soul Satisfiers, а в 1965 году вышел её первый сольный сингл She’ll Be Sorry/Let Me Go Baby.
Первый большой успех к ней пришёл в 1975 году с выходом диско-альбома Never Can Say Goodbye. Этот альбом оказался очень популярным и, воспользовавшись его успехом, вскоре Глория выпустила свой второй альбом Experience Gloria Gaynor. Но всё же самый большой успех её ждал в 1978 году, когда был выпущен альбом Love Tracks с синглом I Will Survive. Песня, ставшая в некоторой степени гимном женской эмансипации, сразу же заняла первое место в Billboard Hot 100, а в 1980 году получила премию «Грэмми» как «Лучшая диско-композиция».
В начале 1980-х годов Гейнор выпустила ещё два альбома, которые были проигнорированы в США из-за бойкота стилю диско. В 1982 году Гейнор приняла христианство и в связи с этим заявила, что её жизнь в период исполнения диско была грешной. В 1983 году вышел её альбом Gloria Gaynor, в котором она полностью отвергала диско и большинство композиций были записаны в стиле R&B. Даже песня I Will Survive была частично переписана и приобрела религиозный характер. Последним более успешным альбомом стал I Am Gloria Gaynor 1984 года, песня из которого, I Am What I Am, сделала Гейнор гей-иконой. Далее, с выходом других альбомов, последовали ряд неудач и коммерческий провал.
В середине 1990-х годов Глория начала возрождать свою карьеру. Она стала появляться на телевидении в различных сериалах и шоу, включая «Элли Макбил», «Шоу 70-х» и «Старые песни о главном 3». В 1997 году была опубликована её автобиография I Will Survive, которая в большинстве своём содержала её религиозные убеждения и сожаления о прежней грешной жизни в эпоху диско. В 2002 году, после 20-летнего перерыва, Глория записала альбом I Wish You Love, который был хорошо принят публикой.
В январе 2020 года Гейнор получила свою вторую премию «Грэмми» (через 40 лет после первой) за свой альбом в стиле госпел Testimony.
В 2021 году Гейнор вернулась к диско-музыке, записав в дуэте с австралийской певицей Кайли Миноуг песню Can’t Stop Write Songs About You для переиздания пятнадцатого студийного альбома Миноуг Disco.

## Личная жизнь
В 1979—2005 годы Гейнор была замужем за Линвудом Саймоном.
В 1978 году Гейнор перелетела через монитор на сцене во время исполнения элементов хореографии. На следующее утро она проснулась парализованной от талии и не могла пошевелить ногами. В том же году она перенесла операцию по удалению разорванного диска и слиянию двух позвонков в нижней части позвоночника, что помогло ей снова ходить. В 1997 году Гейнор перенесла ещё одну операцию по исправлению стеноза позвоночника, вызванного её первоначальной операцией, врачи вставили два стержня для стабилизации области. Хроническая боль стала слишком сильной осенью 2017 года. В январе 2018 года она перенесла опасную операцию на позвоночнике, состоящую из двух частей, во время которой её позвоночник был сломан и восстановлен.

## Дискография
| - Never Can Say Goodbye (1975) - Experience Gloria Gaynor (1976) - I’ve Got You (1976) - Glorious (1977) - Park Avenue Sound (1978) - Love Tracks (1978) - I Have a Right (1979) - Stories (1980) - I Kinda Like Me (1981) - Gloria Gaynor (1982) - I Am Gloria Gaynor (1983) - The Power of Gloria Gaynor (1986) - Gloria Gaynor ’90 (1990) - Love Affair (1992) - I’ll Be There (1995) - The Answer (1997) - I Wish You Love (2002) - Live! At John J. Burns Town Park (2005) - Christmas Presence (2007) - We Will Survive (2013) - Testimony (2019) | - The Best of Gloria Gaynor (1977) - Greatest Hits (1982) - Reach Out (1994) - I’ll Be There (1995) - The Collection (1996) - I Will Survive: The Anthology (1998) - The Gloria Gaynor Album (1998) - 20th Century Masters: The Millennium Collection: The Best of Gloria Gaynor (2000) - Ten Best: The Millennium Versions (2001) - I Will Survive (2002) - All the Hits Remixed (2006) |

### Синглы
| 1974                              | Honey Bee                        | —   | 55 | —  | —  | —  |
| 1974                              | Never Can Say Goodbye            | 9   | 34 | 1  | —  | 2  |
| 1975                              | Reach Out I’ll Be There          | 60  | —  | —  | —  | 14 |
| 1975                              | Real Good People                 | —   | —  | 6  | —  | —  |
| 1975                              | Walk On By                       | 98  | —  | 8  | —  | —  |
| 1975                              | All I Need Is Your Sweet Lovin’  | —   | —  | —  | —  | 44 |
| 1975                              | Casanova Brown                   | —   | —  | 1  | —  | —  |
| 1975                              | (If You Want It) Do It Yourself  | 98  | 24 | —  | —  | —  |
| 1975                              | How High the Moon                | 75  | 73 | —  | —  | 33 |
| 1976                              | Let’s Make a Deal                | —   | 95 | —  | —  | —  |
| 1978                              | I Will Survive                   | 1   | 4  | 1  | —  | 1  |
| 1978                              | Substitute                       | 107 | 78 | —  | —  | —  |
| 1979                              | Anybody Wanna Party              | 105 | 16 | —  | —  | —  |
| 1979                              | Let Me Know (I Have a Right)     | 42  | —  | —  | —  | 32 |
| 1980                              | Tonight                          | —   | —  | —  | —  | —  |
| 1981                              | Let’s Mend What’s Been Broken    | —   | 76 | —  | —  | —  |
| 1983                              | I Am What I Am                   | —   | 82 | —  | —  | 13 |
| 1984                              | Strive                           | —   | —  | —  | —  | —  |
| 1985                              | My Love Is Music                 | —   | —  | —  | —  | —  |
| 1986                              | Don’t You Dare Call It Love      | —   | —  | —  | —  | —  |
| 1987                              | Be Soft with Me Tonight          | —   | —  | —  | —  | —  |
| 1993                              | I Will Survive (Remix)           | —   | —  | —  | —  | 5  |
| 1997                              | Mighty High (с The Trammps)      | —   | —  | 12 | —  | —  |
| 1998                              | Never Can Say Goodbye 1998       | —   | —  | —  | —  | —  |
| 2000                              | Last Night                       | —   | —  | —  | —  | 67 |
| 2001                              | Just Keep Thinking About You     | —   | —  | 1  | —  | —  |
| 2002                              | I Never Knew                     | —   | —  | 1  | 30 | —  |
| 2006                              | The Power of a Woman in Love     | —   | —  | —  | —  | —  |
| 2008                              | Hacer Por Hacer (с Мигелем Босе) | —   | —  | —  | —  | —  |
| «—» означает, что не попал в чарт |                                  |     |    |    |    |    |